# Bethany Hamilton
Bethany Meilani Hamilton (ur. 8 lutego 1990 r. na wyspie Kauaʻi na Hawajach) – amerykańska surferka, która straciła ramię wskutek ataku rekina.

## Życiorys
Urodziła się w Līhuʻe na Hawajach. Mieszkała tam wraz z rodzicami oraz dwoma braćmi: Timmy'm i Noah. Dzięki rodzicom, surferom, którzy przybyli na Hawaje w latach 70. ze względu na świetne warunki do uprawiania surfingu, Bethany Hamilton od najmłodszych lat miała styczność z tym sportem.
Była wielokrotną zwyciężczynią zawodów dla dzieci, m.in. w wieku 8 lat zajęła pierwsze miejsce w zawodach Rell Sun Menehune. Były to pierwsze wygrane przez nią zawody. W 2000 roku powtórzyła sukces w "11 under girls", potem w "15 under girls". Widząc sukcesy i potencjał młodej zawodniczki firma "Rip Curl" została jej sponsorem.
31 października 2003 roku Bethany Hamilton poszła wczesnym rankiem z przyjaciółką i jej rodziną posurfować przy plaży Tunnels Beach. Gdy leżała i odpoczywała na desce, zaatakował ją rekin (żarłacz tygrysi) i odgryzł lewe ramię. Straciła niemal 60% krwi. Po skomplikowanej operacji spędziła tydzień w szpitalu Wilcox Memorial Hospital. Wypadek spowodował u niej początkowo traumę, z której jednak wyszła i postanowiła kontynuować treningi. Deska na której doszło do wypadku została przekazana Muzeum Surfingu w Kalifornii.
Po zaledwie trzech miesiącach od wypadku, Bethany Hamilton powróciła w styczniu 2004 roku do startów w zawodach. Wkrótce potem wygrała ESPY Award dla Najlepszego Powracającego Sportowca oraz Teen Choice Awards. W następnych latach występowała jako reprezentantka kraju. W 2005 roku zajęła pierwsze miejsce w NSSA National Championships. W 2008 roku została członkiem Association of Surfing Professional.
W 2013 roku ogłosiła swój udział jako pilota w dziewięciodniowym rajdzie Rallye Aicha des Gazelles w Maroku, w którym startuje 150 wyłącznie kobiecych załóg z całego świata. Razem z kierowcą Chrissie Beavis zakończyły rajd na ósmym miejscu.
Do dziś Bethany bierze udział w zawodach surfingowych. W 2014 roku zajęła pierwsze miejsce w konkursie Surf 'n' Sea Pipeline Women's Pro, organizowanym w Stanach Zjednoczonych. W 2016 roku natomiast była trzecia podczas zawodów Fiji Women's Pro, pokonując Nikki Van Dijk w ćwierćfinale mistrzostw.  

## Media
Na skutek wypadku i późniejszego powrotu do sportu Hamilton stała się powszechnie znana. Jako gość wystąpiła  w licznych programach telewizyjnych, m.in. u Oprah Winfrey czy w Good Morning America. Na podstawie swoich wspomnień z okresu rekonwalescencji opublikowała książkę „Soul Surfer”, na podstawie której powstał film, z AnnaSophią Robb w roli głównej. Polskie wydanie książki, pod tytułem Surferka, ukazało się na rynku polskim w listopadzie 2011 roku. Film był nominowany w dwóch kategoriach do nagrody „Teen Choice Awards”.
Bethany wydała również inne książki, które nie zostały opublikowane w Polsce, dotyczące filmu, swojej surfingowej historii bądź zdrowego trybu życia.